# 唐娜·桑默
唐娜·安卓莉安·蓋恩斯（英語：Donna Adrian Gaines，1948年12月31日—2012年5月17日），藝名唐娜·桑瑪（Donna Summer），美國女歌手，生於麻薩諸塞州波士頓。曾五度獲得葛萊美獎。有「迪斯可女皇」（Queen of Disco）之稱。

## 簡介
1971年，当时还叫唐娜·盖恩斯（Donna Gaines）的桑默发行了自己的第一首单曲《Sally Go 'Round the Roses》。1975年，桑默的单曲《Love to Love You Baby》在Billboard Hot 100榜中获得亚军，成为了那一年的年度热门单曲。无论是在美国还是在欧洲很多国家的夜店里，这首歌曲都大受欢迎。
在70年代至80年代中期，桑默又推出了多首成功的迪斯科歌曲，这其中包括《Last Dance》、《Hot Stuff》、《Bad Girls》和《I Feel Love》等等。在桑默的整个音乐生涯中一共有32首告示牌畅销单曲，有14首歌冲进了百大單曲榜的前十名，其中的《MacArthur Park》、《Hot Stuff》、《Bad Girls》和《No More Tears (Enough Is Enough)》（与芭芭拉·史翠珊合唱）更获得了冠军。
在90年代之后，桑默的音乐生涯开始走下坡路，而她生前的最后一张录音室专辑是2008年发行的《Crayons》。桑默一生共获得过五次格莱美奖、六次全美音乐奖，全球唱片销量超过1亿3千万张。桑默還是MTV音乐录影带大奖中第一位获得提名的非洲裔美国女星，当时她的提名作品是《She Works Hard for the Money》。2009年，桑默曾在挪威举行的诺贝尔和平奖音乐会上为总统奥巴马献唱。在後几年当中，她还曾作为特邀嘉宾参加《美國達人秀》和《Platinum Hit》等热播电视节目。
2012年5月17日，桑默死於肺癌，享年63歲。

## 音樂專輯
- Lady of the Night (1974)
- Love to Love You Baby (1975)
- A Love Trilogy (1976)
- Four Seasons of Love (1976)
- I Remember Yesterday (1977)
- Once Upon a Time (1977)
- Live and More (1978)
- Bad Girls (1979)
- On the Radio (1979)
- The Wanderer (1980)
- Donna Summer (1982)
- She Works Hard for the Money (1983)
- Cats Without Claws (1984)
- All Systems Go (1987)
- Another Place and Time (1989)
- Mistaken Identity (1991)
- Christmas Spirit (1994)
- I'm a Rainbow (1996)
- Live & More... Encore! (1999)
- Crayons (2008)